# Сідуліно
Сіду́ліно (рос. Сидулино, марій. Сидункурык) — присілок у складі Гірськомарійського району Марій Ел, Росія. Входить до складу Пайгусовського сільського поселення.

## Населення
Населення — 57 осіб (2010; 48 у 2002).
Національний склад (станом на 2002 рік):
- гірські марійці — 90 %